# Matías Dufour
Matías Ezequiel Dufour Camacho (Montevideo, 24 febbraio 1999) è un calciatore uruguaiano, portiere dello Sportivo Trinidense.

## Carriera

### Club
Dufour è cresciuto nel settore giovanile del Defensor Sporting, dove ha debuttato il 10 novembre 2021 nell'incontro di Segunda División vinto 2-0 contro l'Uruguay Montevideo. Nel 2022 ha vinto la Copa Uruguay giocando la competizione da titolare e l'anno seguente è stato promosso a primo portiere del club al posto di Nicolás Rossi. Con l'acquisto di Kevin Dawson, a fine 2023 è tornato ad occupare il ruolo di portiere di riserva.

### Nazionale
Ha giocato nella nazionale uruguaiana Under-20.

## Statistiche

### Presenze e reti nei club
Statistiche aggiornate al 29 aprile 2024.
| Stagione        | Squadra           | Campionato      | Campionato | Campionato | Coppe nazionali | Coppe nazionali | Coppe nazionali | Coppe continentali | Coppe continentali | Coppe continentali | Altre coppe | Altre coppe | Altre coppe | Totale | Totale | Totale |
| Stagione        | Squadra           | Comp            | Pres       | Reti       | Comp            | Pres            | Reti            | Comp               | Pres               | Reti               | Comp        | Pres        | Reti        | Pres   | Reti   |        |
| --------------- | ----------------- | --------------- | ---------- | ---------- | --------------- | --------------- | --------------- | ------------------ | ------------------ | ------------------ | ----------- | ----------- | ----------- | ------ | ------ | ------ |
| 2021            | Defensor Sporting | SD              | 7          | -3         |                 | -               | -               |                    | -                  | -                  |             | -           | -           | 7      | -3     |        |
| 2022            | Defensor Sporting | PD              | 4          | -6         | CU              | 5               | -1              |                    | -                  | -                  |             | -           | -           | 9      | -7     |        |
| 2023            | Defensor Sporting | PD              | 34         | -27        | CU              | 1               | 0               | CS                 | 1                  | 0                  |             | -           | -           | 36     | -27    |        |
| 2024            | Defensor Sporting | PD              | 1          | -2         | CU              | 0               | 0               | CL                 | 0                  | 0                  | SU          | 0           | 0           | 1      | -2     |        |
| Totale carriera | Totale carriera   | Totale carriera | 46         | -38        |                 | 6               | -1              |                    | 1                  | 0                  |             | 0           | 0           | 53     | -39    |        |

## Palmarès
- Copa Uruguay: 3

Defensor Sporting: 2022, 2023, 2024